# Marita Ruoho
Marita Ruoho, född den 13 augusti 1949 i Pyhäjärvi, är en finländsk orienterare som blev världsmästarinna i stafett 1978 och tog VM-silver i stafett 1981.